# Fort reditowy 12 (IVa) „Luneta Warszawska”

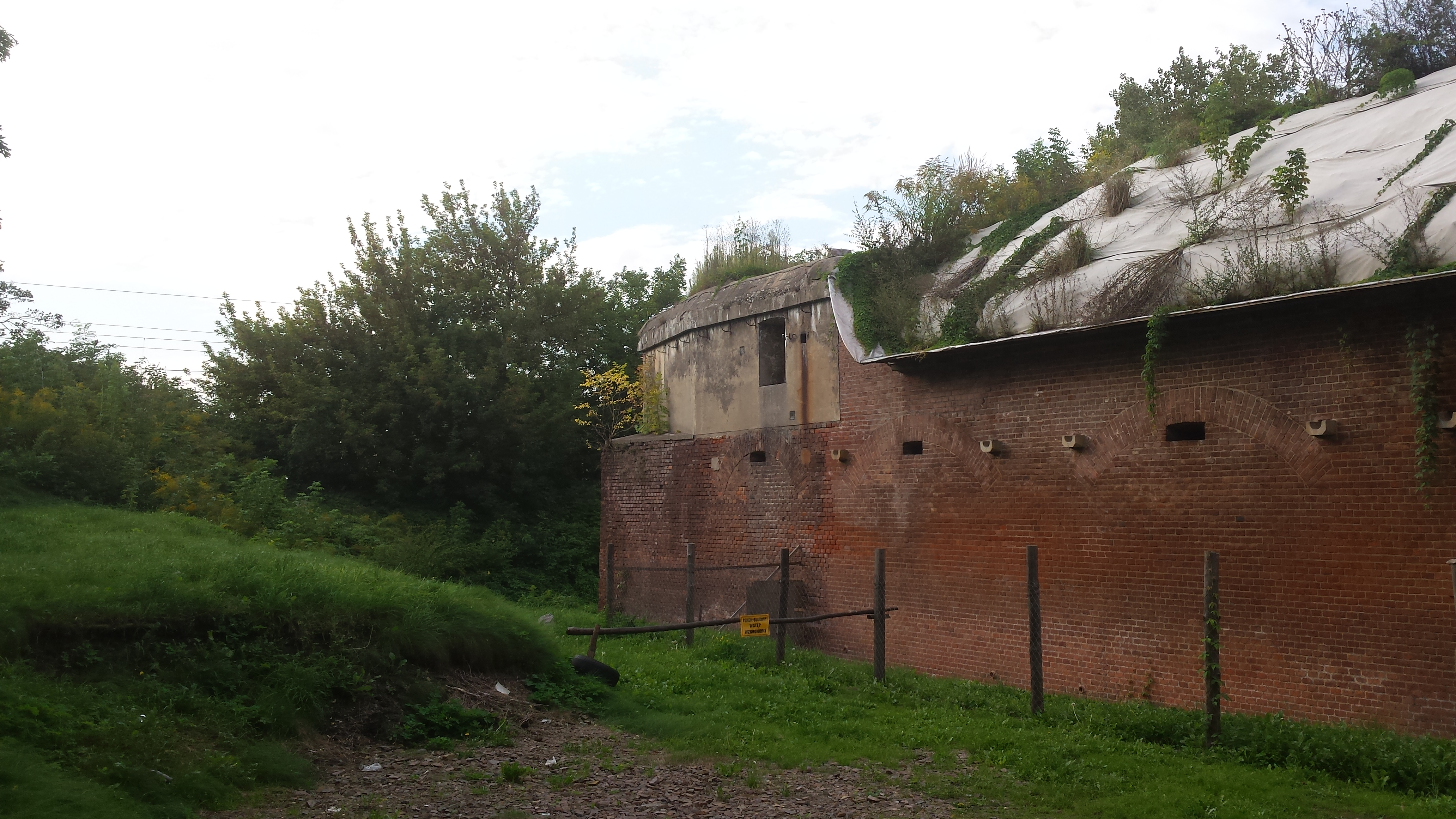
Tradytor bastionu IVa

Fort reditowy 12 (IVa) „Luneta Warszawska” (Bastion IVa) – zabytkowy fort reditowy wybudowany w latach 1850–1856, element systemu fortyfikacji Twierdzy Kraków, znajdujący się przy skrzyżowaniu ulicy Kamiennej i al. 29 Listopada w Krakowie, wpisany do rejestru zabytków nieruchomych województwa małopolskiego.
Fort powstał w latach 1850–1856. Chronił między innymi rogatkę Traktu Warszawskiego. Na owe czasy był to nowoczesny fort reditowy. Początkowo wysunięty jako typowa luneta poza linię fortyfikacji rdzenia – bronił wtedy dalekiego przedpola. Konsekwencją niwelacji w 1885 roku bastionu IV i włączenie Lunety Warszawskiej w ciąg obwałowań rdzenia wraz z nowym bastionem IVb była zmiana numeracji fortu. Otrzymał oznaczenie jako Bastion IVa. Obiekt był stale modernizowany (lata 1888–1890). W latach 90. XIX w. zaczął pełnić funkcje magazynowe. Jego nową funkcją była ochrona węzła kolejowego i spedycji towarowej Twierdzy Kraków. 17 października 1907 roku rozpoczęto budowę tradytora, który znajdował się na lewym barku lunety. W pełni wyposażony tradytor oddano do użytkowania 21 listopada 1908 roku. Koszt budowy to 38 320 koron.
W 1919 roku fort przejęła dyrekcja mienia wojskowego i służył nadal jako magazyny. W okresie okupacji zmieniono go na więzienie gestapo. Następnie aż do 1950 roku służył jako więzienie UB. Na podstawie przeprowadzonej ekspertyzy, wykazano, że nie istnieją dowody wskazujące, że na terenie Fortu 12 Luneta Warszawska wykonywano wyroki śmierci na żołnierzach powojennego podziemia. Na murach pozostały napisy świadczące, że to miejsce martyrologii. IPN aktualnie (2007) prowadzi śledztwo w tej sprawie.
Później był magazynem MSW. Od 1993 roku obiekt mieści magazyny i lokale firm handlowych. Kilka lat temu został przez AMW sprzedany na licytacji w ręce prywatne, lecz mimo podjętych zobowiązań nie rozpoczęto zabezpieczenia ani rewitalizacji fortu, a obiekt nadal niszczał. W 2007 roku fort po raz kolejny zmienił właściciela. Mimo swojego wieku, fort 12 jest zachowany w dobrym stanie. W czerwcu 2007 roku został wpisany na listę zabytków. W 2010 dokonano zabezpieczenia napisów w celi śmierci po tym, jak odkryto w pomieszczeniu wilgoć. Są plany stworzenia tutaj muzeum, którego opiekunem zostanie Muzeum AK, a także hotelu. W 2013 została wyremontowana 160-letnia brama fortu.